# Nebalia falklandensis
Nebalia falklandensis is een kreeftachtigensoort uit de familie van de Nebaliidae. De wetenschappelijke naam van de soort is voor het eerst geldig gepubliceerd in 1990 door Erik Dahl.
De typelocatie is Falklandeilanden nabij "Eddystone Rock". Het holotype werd er verzameld op 14 mei 1926.